# Campeonato Mundial de Esquí Alpino de 1997
El XXXIV Campeonato Mundial de Esquí Alpino se celebró en la localidad alpina de Sestriere (Italia) entre el 3 y el 15 de febrero de 1997 bajo la organización de la Federación Internacional de Esquí (FIS) y la Federación Italiana de Deportes Invernales.

## Resultados

### Masculino
| Evento                  | Oro                                     | Plata                           | Bronce                                 |
| ----------------------- | --------------------------------------- | ------------------------------- | -------------------------------------- |
| Descenso (08.02)        | Bruno Kernen · Suiza · 1:51,11          | Lasse Kjus · Noruega · 1:51,18  | Kristian Ghedina · Italia · 1:51,46    |
| Eslalon (15.02)         | Tom Stiansen · Noruega · 1:51,70        | Sébastien Amiez Francia 1:51,75 | Alberto Tomba · Italia · 1:52,14       |
| Eslalon gigante (12.02) | Michael von Grünigen · Suiza · 2:48,23  | Lasse Kjus · Noruega · 2:49,35  | Andreas Schifferer · Austria · 2:49,68 |
| Supergigante (03.02)    | Atle Skårdal · Noruega · 1:29,68        | Lasse Kjus · Noruega · 1:29,89  | Günther Mader · Austria · 1:30,01      |
| Combinada (06.02)       | Kjetil André Aamodt · Noruega · 3:10,40 | Bruno Kernen · Suiza · 3:10,68  | Mario Reiter · Austria · 3:11,69       |

### Femenino
| Evento                  | Oro                                   | Plata                                | Bronce                             |
| ----------------------- | ------------------------------------- | ------------------------------------ | ---------------------------------- |
| Descenso (15.01)        | Hilary Lindh Estados Unidos 1:41,18   | Heidi Zurbriggen · Suiza · 1:41,24   | Pernilla Wiberg · Suecia · 1:41,44 |
| Eslalon (05.02)         | Deborah Compagnoni · Italia · 1:43,88 | Lara Magoni · Italia · 1:45,15       | Karin Roten · Suiza · 1:45,48      |
| Eslalon gigante (09.02) | Deborah Compagnoni · Italia · 2:39,19 | Karin Roten · Suiza · 2:39,99        | Leïla Piccard Francia 2:40,95      |
| Supergigante (11.02)    | Isolde Kostner · Italia · 1:23,50     | Katja Seizinger · Alemania · 1:23,58 | Hilde Gerg · Alemania · 1:23,64    |
| Combinada (15.02)       | Renate Götschl · Austria · 3:03,38    | Katja Seizinger · Alemania · 3:03,42 | Hilde Gerg · Alemania · 3:03,46    |

## Medallero
| Núm. | País           | Oro | Plata | Bronce | Total |
| ---- | -------------- | --- | ----- | ------ | ----- |
| 1    | Noruega        | 3   | 3     | 0      | 6     |
| 2    | Italia         | 3   | 1     | 2      | 6     |
| 3    | Suiza          | 2   | 3     | 1      | 6     |
| 4    | Austria        | 1   | 0     | 3      | 4     |
| 5    | Estados Unidos | 1   | 0     | 0      | 1     |
| 6    | Alemania       | 0   | 2     | 2      | 4     |
| 7    | Francia        | 0   | 1     | 1      | 2     |
| 8    | Suecia         | 0   | 0     | 1      | 1     |
|      | TOTAL          | 10  | 10    | 10     | 30    |